# John Twist
John Twist (Albany, 14 de juliol de 1898 - Beverly Hills, 11 de febrer de 1976) va ser guionista estatunidenc.
Twist va començar la seva carrera a l'era del cinema mut, proporcionant la història de pel·lícules com Breed of Courage, Blockade i The Big Diamond Robbery. Va obtenir el seu primer crèdit com a guionista a The Yellowback el 1929.

## Filmografia parcial
- Little Women (1933)
- La Cucaracha (1934)
- Annie Oakley (1935)
- Another Face (1935)
- The Last Outlaw (1936)
- Els que morirem aviat (We Who Are About to Die) (1937)
- The Toast of New York (1937)
- The Outcasts of Poker Flat (1937)
- Annapolis Salute (1937)
- Sea Devils (1937)
- Next Time I Marry (1938)
- El transatlàntic del Pacífic (Pacific Liner) (1939)
- Un gran home (The Great Man Votes) (1939)
- The Saint Strikes Back (1939)
- Too Many Girls (1940)
- Batalló de paracaigudistes (Parachute Battalion) (1939)
- Powder Town (1942)
- Pittsburgh (1942)
- Bombardier (1943)
- This Man's Navy (1945)
- Simbad, el mariner (Sinbad the Sailor) (1947)
- Homes de presa (Tycoon) (1947)
- Colorado Territory (1949)
- Dallas, ciutat fronterera (Dallas) (1950)
- Fort Worth (1951)
- La llei de la força (The Big Trees) (1952)
- So Big (1953)
- El rei Ricard i els croats (King Richard and the Crusaders) (1954)
- Persecució a alta mar (The Sea Chase) (1955)
- Helen of Troy (1956)
- Serenade (1956)
- Santiago (1956)
- L'esclava lliure (Band of Angels) (1957)
- The Deep Six (1958)
- The FBI Story (1959)
- Una trompeta llunyana (A Distant Trumpet) (1964)
- None but the Brave (1965)